# 鲁瓦扬站
鲁瓦扬站，是法国的一个铁路车站，位于法国西南部海滨城市鲁瓦扬。

## 位置
鲁瓦扬站位于鲁瓦扬市区的东部，圣特－鲁瓦扬铁路的终点。是一个尽头式车站，站房开口朝西，列车只能从车站东侧进出。

## 历史
鲁瓦扬站最初建于1875年，后在第二次世界大战中摧毁。1946年重建，1987年再次大规模翻新。
连接鲁瓦扬站的仅有圣特－鲁瓦扬铁路。该铁路曾计划进行电气化改造并开行鲁瓦扬直达巴黎的TGV列车，但因财政问题而搁浅。
在2013年以前，每年夏季还会开行鲁瓦扬直达巴黎的季节性城际列车。

## 设施
鲁瓦扬站设有人工售票窗口，其开放时间如下：
- 周一至四：9:00~12:30和14:00~19:00
- 周五：9:30~12:30和14:00~19:05
- 周六：9:10~12:30和14:00~18:30
- 周日及节假日：9:25~12:30和14:00~19:20

此外，鲁瓦扬站还设有自动售票机等设施。

## 停靠线路
以下列车线路在鲁瓦扬站停靠：
| 鲁瓦扬站列车线路表   |      |        |          |              |
| 线路                 | 车种 | 上一站 | 下一站   | 大致运行频率 |
| 昂古莱姆/圣特—鲁瓦扬 | TER  | 索容   | （终点） | 每天9趟左右  |
| 尼奥尔—鲁瓦扬        | TER  | 索容   | （终点） | 每天2~3趟    |
| 1.                   |      |        |          |              |

## 配套交通

### 长途客车
站对应的大巴车上下车地点为，位于
| 停靠鲁瓦扬站的大巴车          |                                   | |
| 上下车地点                    | 运营单位                          | 主要线路及目的地 |
| Gare Intermodale 鲁瓦扬站门口 | 滨海夏朗德省城际客运 Les Mouettes | - 1号线：莱吉尔、勒尕、圣阿尼昂、罗什福尔 - 12号线：梅迪、圣罗曼德伯内、皮萨尼、圣特 - 16号线：勒尕、罗什福尔、艾特雷、拉罗谢尔 |
| Gare Intermodale 鲁瓦扬站门口 | SNCF Car TER                      | （当某条铁路线施工或罢工时，SNCF可能也会提供途径该线路沿途站点的大巴车）                                                        |
| 1. 2. 3. 4.                   |                                   | |

### 市内交通
| 鲁瓦扬站附近的市内公共交通线路 |              | |
| 公交车站名称                   | 位置         | 停靠线路 |
| ROYAN Gare 鲁瓦扬-火车站       | 鲁瓦扬站门口 | - 10路：滨海沃-普兰 ↔ 鲁瓦扬-阿拉戈 - 11路：圣苏皮斯德鲁瓦扬-中心 ↔ 鲁瓦扬-拉瓦西耶 - 12路：滨海圣帕莱-瓦雷 ↔ 圣乔治德迪东-帕拉索勒 - 13路：鲁瓦扬-火车站 ↔ 滨海沃-大石 - 14路：鲁瓦扬-佩尔什 ↔ 鲁瓦扬-科尔杜安 - 21路：鲁瓦扬-火车站 ↔ 阿尔韦尔-集市 - 22路：鲁瓦扬-火车站 ↔ 拉特朗布拉德-隆斯赌场 - 23路：鲁瓦扬-火车站 ↔ 索容-富地 - 24路：鲁瓦扬-火车站 ↔ 科泽-火车站 - 25路：鲁瓦扬-火车站 ↔ 吉伦特河畔梅谢尔-龙热 - 31路：鲁瓦扬-火车站 ↔ 雷马特-教堂 - 32路：鲁瓦扬-火车站 ↔ 吉伦特河畔塔勒蒙-广场 |
| 1. 2.                          |              | |

### 社会车辆
鲁瓦扬站门口设有社会车辆停车场。

## 临近车站
| 鲁瓦扬站（Gare de Royan）      |                  |          |
| 上行车站                       | 线路             | 下行车站 |
| 索容站                         | 圣特－鲁瓦扬铁路 | （终点） |
| - 本表仅显示运营中的线路及车站 |                  |          |